# Marvel’s Spider-Man
Marvel’s Spider-Man ist ein vom amerikanischen Entwicklerstudio Insomniac Games für die PlayStation 4 entwickeltes Action-Adventure. Der Herausgeber ist Sony Interactive Entertainment. Am 12. November 2020 erschien es als Teil der Ultimate Edition von Spider-Man: Miles Morales für die PlayStation 5.
Im Spiel treten zahlreiche bekannte Helden und Schurken aus den Marvel-Comics und -Filmen auf, aber es wird eine eigenständige Geschichte erzählt, in der ein gereifter Peter Parker bereits seit einigen Jahren als Superheld seine Heimatstadt vor Superschurken beschützt. Schauplatz ist eine fiktive Marvel-Version der Stadt New York City.
Im Jahr 2020 erschien mit Marvel’s Spider-Man: Miles Morales ein Ableger, welcher sich auf den titelgebenden Protagonisten fokussiert und die Geschichte des Hauptspiels fortsetzt. Im Oktober 2023 wurde mit Marvel’s Spider-Man 2 eine Fortsetzung veröffentlicht, welche sowohl Peter Parker als auch Miles Morales als spielbare Protagonisten bietet, die Spielwelt durch mehrere neue Bezirke erweitert und neue Gegnertypen bietet.

## Handlung
Der 23-jährige Peter Parker hat sich nun schon seit acht Jahren als Beschützer von New York City etabliert und befindet sich auf der Höhe seiner Kräfte. Privat arbeitet der College-Absolvent als Wissenschaftler in einem Labor; in der Rolle als Superheld Spider-Man bekämpft er Superschurken, wie den Verbrecherboss Wilson Fisk, der unter dem Namen Kingpin sein Unwesen treibt. Ein weiterer Handlungsstrang ist die Konfrontation mit einer ganzen Reihe an Superschurken, wie Rhino, Electro oder Scorpion, die sich zu einer Superschurkenallianz zusammengeschlossen haben. Des Weiteren taucht als Antagonist der Bösewicht Mister Negative auf, der sich mit seiner Bande namens „Innere Dämonen“ als neuer Verbrecherkönig der Stadt etablieren will, sowie der Taskmaster, der in der ganzen Stadt Bomben versteckt hat, die der Spieler entschärfen soll. Dabei handelt es sich um eine von zahlreichen Nebenaufgaben, die der Spieler optional absolvieren kann. Die eigens für das Spiel erdachte Handlung, die nicht bereits bekannte Geschichten aus den Comics und Filmen aufgreift, thematisiert auch das Privatleben von Peter Parker und erlaubt die Interaktion mit Figuren wie Tante May oder Mary Jane Watson.

### Figuren
- Spider-Man: Peter Parker wurde in jungen Jahren nach dem Tod seiner Eltern von seinem Onkel Ben und seiner Tante May aufgenommen und großgezogen. Nach dem Biss einer radioaktiv verseuchten Spinne wurde er zu dem Superhelden Spider-Man.
- Dr. Otto Octavius / Dr. Octopus: Peters Mentor und Förderer sowie dessen Arbeitgeber. Er forscht nach einer Möglichkeit, die Steuerung künstlicher Gliedmaßen direkt mit dem Gehirn zu verbinden. Nach einem Selbstversuch verändert der Neuro-Transmitter jedoch Octavius’ Persönlichkeit und er wird zu dem mit künstlichen Tentakeln bewaffneten Superverbrecher Dr. Octopus.
- Mister Negative: Martin Li gibt sich in der Öffentlichkeit als Philanthrop aus, führt aber als Superschurke Mister Negative die mächtige Verbrecherorganisation „Innere Dämonen“ an. Er kann beliebig sein Äußeres verändern, ist mit übermenschlichen Kräften und Reflexen ausgestattet und kann durch eine Berührung Menschen korrumpieren.[4]
- Miles Morales: In der Comicreihe Der ultimative Spider-Man, in der eine alternative Geschichte von Spider-Man erzählt wird, stirbt Peter Parker und der junge Miles Morales tritt an seine Stelle.
- Kingpin: Wilson Fisk ist ein notorischer Verbrecherboss in New York und tritt regelmäßig als Gegner der Superhelden Spider-Man und Daredevil auf.
- Vulture: Der Superschurke Adrian Toomes verfügt über eine Flugvorrichtung und ist einer der ältesten Gegner von Spider-Man.
- Black Cat: Bei Felicia Hardy handelt es sich um eine Einbrecherin, die zeitweise über die Fähigkeit verfügt Unglück zu verbreiten, sodass ihre Gegner im Kampf verlieren. Felicia zeigt ein persönliches Interesse an Spider-Man und war eine Zeit lang die Freundin von Peter Parker.

Weitere Superschurken, mit denen es Peter Parker in dem Spiel zu tun bekommt: Electro, Rhino, Shocker, Scorpion, Hammerhead und der Taskmaster. Zudem haben bekannte Figuren aus den Marvel Comics, wie Tante May, Norman Osborn, Harry Osborn, Yuri Watanabe, Silver Sable oder Mary Jane Watson einen Auftritt, mit der auch kurze Nebenmissionen gespielt werden müssen.

## Spielprinzip
Marvel’s Spider-Man  ist ein Action-Adventure, in dem der Spieler die Spielfigur aus der Third-Person-Perspektive steuert. Der Spieler agiert in einer offenen Spielwelt, die, bis auf wenige, storyrelevante Ausnahmen, zur freien Erkundung zur Verfügung steht. Zur Fortbewegung stehen unter anderem die Fähigkeiten des Netzschwingens und das Erklettern von Hauswänden zur Verfügung. Zur Schnellreise können auch die öffentlichen Verkehrsmittel genutzt und beispielsweise auf dem Dach eines Zuges mitgefahren werden. Aus den Comics und Filmen bekannte Schauplätze, wie die Botschaft von Wakanda, das Hauptquartier der Avengers oder das Sanctum Sanctorum von Dr. Strange finden sich in der Spielwelt wieder.
Das Kampfsystem besteht aus Schlägen und Tritten, dem Einsatz von Schüssen aus den Netzdüsen von Spider-Man sowie der Verwendung von zusätzlichen Hilfsmitteln, wie Stolperfallen, Netzbomben mit betäubender Wirkung oder einer Drohne, die Gegner aus der Luft beschießt. Zudem können zahlreiche Objekte aus der Umgebung genutzt und beispielsweise mit den Netzen Gegenstände auf Feinde geschleudert werden. Die Kampfoptionen lassen sich miteinander kombinieren und so wird ein flüssiger, akrobatischer Kampfstil erreicht, ähnlich dem Free-Flow-Combat-System der Batman: Arkham-Reihe. Im Verlauf des Spiels werden gesammelte Erfahrungspunkte in die Verbesserung der Fähigkeiten investiert. Zudem erhalten Spieler für erfolgreich absolvierte Nebenmissionen sogenannte Token, mit denen sich unterschiedliche Anzüge freischalten lassen.

## Entwicklungs- und Veröffentlichungsgeschichte
Marvel’s Spider-Man wurde erstmals auf der Fachmesse Electronic Entertainment Expo 2016 in Los Angeles vorgestellt und erschien weltweit am 7. September 2018.
Zu dem Spiel erschien von Oktober bis Dezember 2018 das dreiteilige DLC-Bundle Die Stadt, die niemals schläft.
Am 19. November 2020 kam mit Marvel‘s Spider-Man Remastered eine überarbeitete Version für die PlayStation 5 raus. In dieser Version wurde unter anderem die Grafik verbessert, die Bildrate erhöht sowie die Ladezeiten stark verkürzt, außerdem wird nun das haptische Feedback des Dual Sense-Controllers sowie Tempest 3D Audio unterstützt. Darüber hinaus wurde John Bubniak als Gesichtsmodell von Peter Parker durch Ben Jordan ersetzt. Diese Fassung beinhaltet das komplette DLC-Paket Die Stadt, die niemals schläft sowie neue, exklusive Anzüge für Spider-Man. Marvel’s Spider-Man Remastered kam gleichzeitig mit dem Nachfolger Marvel’s Spider-Man: Miles Morales heraus und war zunächst exklusiver Bestandteil der Ultimate Edition von Miles Morales. Erst seit Mai 2023 ist das Spiel auch separat im Playstation Store erhältlich, während es bereits im August 2022 auf Steam und dem Epic Games Store für Microsoft Windows veröffentlicht wurde.
Marvel’s Spider-Man: Miles Morales erschien im November 2020 und knüpft inhaltlich an den Vorgänger sowie Die Stadt, die niemals schläft an, beleuchtet das Geschehen aber aus Sicht des Peter-Parker-„Nachfolgers“ Miles Morales und ist daher nicht als direkter Nachfolger, sondern eher als Spin-Off zu betrachten.
Der Nachfolger Marvel’s Spider-Man 2 wurde erstmals 2021 angekündigt und ist am 20. Oktober 2023 exklusiv für die PlayStation 5 erschienen.

## Synchronisation
Die deutsche Vertonung wurde von der 4-Real Intermedia GmbH in Offenbach übernommen.
| Rolle                       | Englischer Sprecher | Deutscher Sprecher   |
| --------------------------- | ------------------- | -------------------- |
| Peter Parker / Spider-Man   | Yuri Lowenthal      | Felix Mayer          |
| Mary Jane „MJ“ Watson       | Laura Bailey        | Johanna Dost         |
| Miles Morales               | Nadji Jeter         | Lars Falinski        |
| J. Jonah Jameson            | Darin De Paul       | Hanns-Jörg Krumpholz |
| Dr. Otto Octavius / Doc Ock | William Salyers     | Dirk Hardegen        |
| Bürgermeister Norman Osborn | Mark Rolston        | Kai Henrik Möller    |
| Wilson Fisk / Kingpin       | Travis Willingham   | Thomas Balou Martin  |
| Mac Gargan / Scorpion       | Jason Spisak        | Michael-Che Koch     |
| Jefferson Davis             | Russell Richardson  | Michael-Che Koch     |
| Lonnie Lincoln / Tombstone  | Corey Jones         | Tobias Brecklinghaus |
| Felicia Hardy / Black Cat   | Erica Lindbeck      | Lara Trautmann       |
| Adrian Toomes / Vulture     | Dwight Schultz      | Richard van Weyden   |
| Martin Li / Mister Negative | Stephen Oyoung      | Florian Hoffmann     |
| Harry Osborn                | Scott Porter        | Nils Kreutinger      |

## Rezeption
Marvel’s Spider-Man verkaufte sich weltweit bis November 2020 insgesamt über 20 Millionen Mal und ist somit das meistverkaufte PlayStation-4-Spiel.
Das Spiel erhielt zum allergrößten Teil positive Bewertungen. Die Rezensionsdatenbank Metacritic aggregiert 116 Rezensionen zu einem Mittelwert von 87.